# Дистаннид плутония
Дистаннид плутония — бинарное интерметаллическое неорганическое соединение
плутония и олова
с формулой PuSn2,
кристаллы.

## Получение
- Сплавление стехиометрических количеств чистых веществ:

{\displaystyle {\mathsf {Pu+2Sn\ {\xrightarrow {1220^{o}C}}\ PuSn_{2}}}}

## Физические свойства
Дистаннид плутония образует кристаллы
тетрагональной сингонии,
пространственная группа I 41/amd,
параметры ячейки a = 0,443 нм, c = 3,10 нм, Z = 8
структура типа гафнийдигаллия Ga2Hf
.
Соединение образуется по перитектической реакции при температуре ≈1220°С .